# Francisco R. Villada
Francisco René Villada (Salta, 9 de marzo de 1932-junio de 1989) fue un contador público, profesor universitario y político argentino del Partido Justicialista que se desempeñó como senador nacional por la provincia de Salta entre 1983 y 1986. Fue también rector interventor de la Universidad Nacional de Salta entre 1974 y 1976.

## Biografía
Nació en la ciudad de Salta en 1932 y se recibió de contador público en la Universidad Nacional del Litoral en 1955. Desde joven militó en el peronismo, integrando la corriente interna Unidad y Renovación del Partido Justicialista de Salta. Realizó publicaciones en los periódicos El Tribuno, El Intransigente y Crónica.Su esposa fue Ana María Guida de Villada que llegó a ser ministra de educación de la Provincia de Salta y uno de sus hijos fue Ricardo Villada que llegó a ministro de gobierno de la misma provincia.
Fue profesor en la Facultad de Ciencias Económicas de la Universidad Nacional de Salta, en la cual también se desempeñó como decano desde 1973. En diciembre de 1974, la universidad fue intervenida por el Ministerio de Educación de la Nación y Villada fue designado rector interventor, quedando en el cargo hasta el golpe de Estado del 24 de marzo de 1976, cuando fue reemplazado por autoridades militares.
En las elecciones al Senado de 1983, fue elegido senador nacional por la provincia de Salta, con mandato hasta 1986. Fue presidente de la comisión de Economía; y vocal de las comisiones de Presupuesto y Hacienda; de Educación; y de Combustibles. Fue también presidente de la Comisión Investigadora de Ilícitos Económicos del Senado, creada en 1984 y que investigó la deuda contraída durante la dictadura militar autoproclamada «Proceso de Reorganización Nacional».
Falleció en junio de 1989.